# Scoglio Palombaro
Lo scoglio Palombaro è un'isola dell'Italia, in Calabria.